# Kunstella foveolata
Kunstella foveolata är en kvalsterart som beskrevs av Krivolutsky 1974. Kunstella foveolata ingår i släktet Kunstella och familjen Oribatellidae. Inga underarter finns listade i Catalogue of Life.